# Montauriol (Pirineos Orientales)

Localización de Montauriol en el Rosellón.

Montauriol (en catalán Montoriol) es una localidad y comuna francesa situada en el departamento de Pirineos Orientales y la región de Occitania, en la comarca del Rosellón. Tenía 212 habitantes en 2007.
Sus habitantes reciben el gentilicio de Montauriolencs en francés y de Montoriolins en catalán.
Administrativamente, pertenece al distrito y al cantón de Céret, y a la Communauté de communes des Aspres.

## Geografía
Montauriol se ubica en la región natural de los Aspres. Es una comuna con un hábitat disperso en caseríos o en masías. El pueblo en sí no constituye una entidad homogénea. Su territorio, muy arbolado (encinas, robles, castaños) se eleva hacia el sur hasta los 422 metros (Montagut, límite con Oms). Se accede al pueblo por una pequeña carretera que va de Fourques a Caixas.
La comuna de Montauriol limita con Castelnou, Terrats, Fourques, Tordères, Llauro, Oms, Calmeilles y Caixas.

## Etimología
Montauriol es un topónimo bastante extendido por Cataluña y el Languedoc, y significa "monte dorado" (en latín mons aureolus), término que evoca una colina soleada. Otra etimología posible, pero improbable, es el monte de Auriol, nombre de persona. A lo largo de la historia, se distinguieron los núcleos de población de Montauriol d'Avall y Montauriol d'Amont. El primer pueblo también se denomina Salvaticos (del latín silvaticus, que evoca o bien una vegetación salvaje, o bien un lugar donde se corta madera). El segundo se llama Salvanera (el bosque negro). 

## Demografía
| 77 | 78 | 90 | 125 | 165 | 188 |
| Para los censos de 1962 a 1999 la población legal corresponde a la población sin duplicidades (Fuente: INSEE [Consultar]) |    |    |     |     |     |

## Lugares y monumentos
- Ruinas del castillo.
- iglesia parroquial Saint-Saturnin. Se trata de una iglesia de origen prerromano (¿siglo X?), de nave única.
- Capilla Saint-Amand de la Rive.